# Tragopogon lassithicus
Tragopogon lassithicus ist eine Pflanzenart aus der Familie der Korbblütler (Asteraceae).

## Merkmale
Tragopogon lassithicus ist ein einjähriger Schaft-Therophyt, der Wuchshöhen von 6 bis 8 Zentimeter erreicht. Die Köpfchenstiele sind 6 bis 8 Zentimeter lang und fast nicht verdickt. Die Blüten sind gelb, getrocknet werden sie manchmal rötlich. Die Frucht ist 16 bis 18 Millimeter lang und schuppig-stachelig auf den Rippen. Der Schnabel ist 1 bis 2 Millimeter lang. 
Die Blütezeit reicht von Juni bis Juli.

## Vorkommen
Tragopogon lassithicus ist auf Kreta endemisch. Sie wächst im Ida- und Dikti-Gebirge auf Fels- und Schutthängen in Höhenlagen von 1800 bis 2400 Meter.

## Belege
- Ralf Jahn, Peter Schönfelder: Exkursionsflora für Kreta. Mit Beiträgen von Alfred Mayer und Martin Scheuerer. Eugen Ulmer, Stuttgart (Hohenheim) 1995, ISBN 3-8001-3478-0, S. 335.